# Joh. Mich. Engel
Das Unternehmen Joh. Mich. Engel GmbH war ein Textilveredelungsbetrieb mit Sitz in Reutlingen und Bad Säckingen. Er bestand von 1845 bis 1999 und befand sich über fünf Generationen im Besitz der Familie Engel.

## Geschichte

### Anfänge

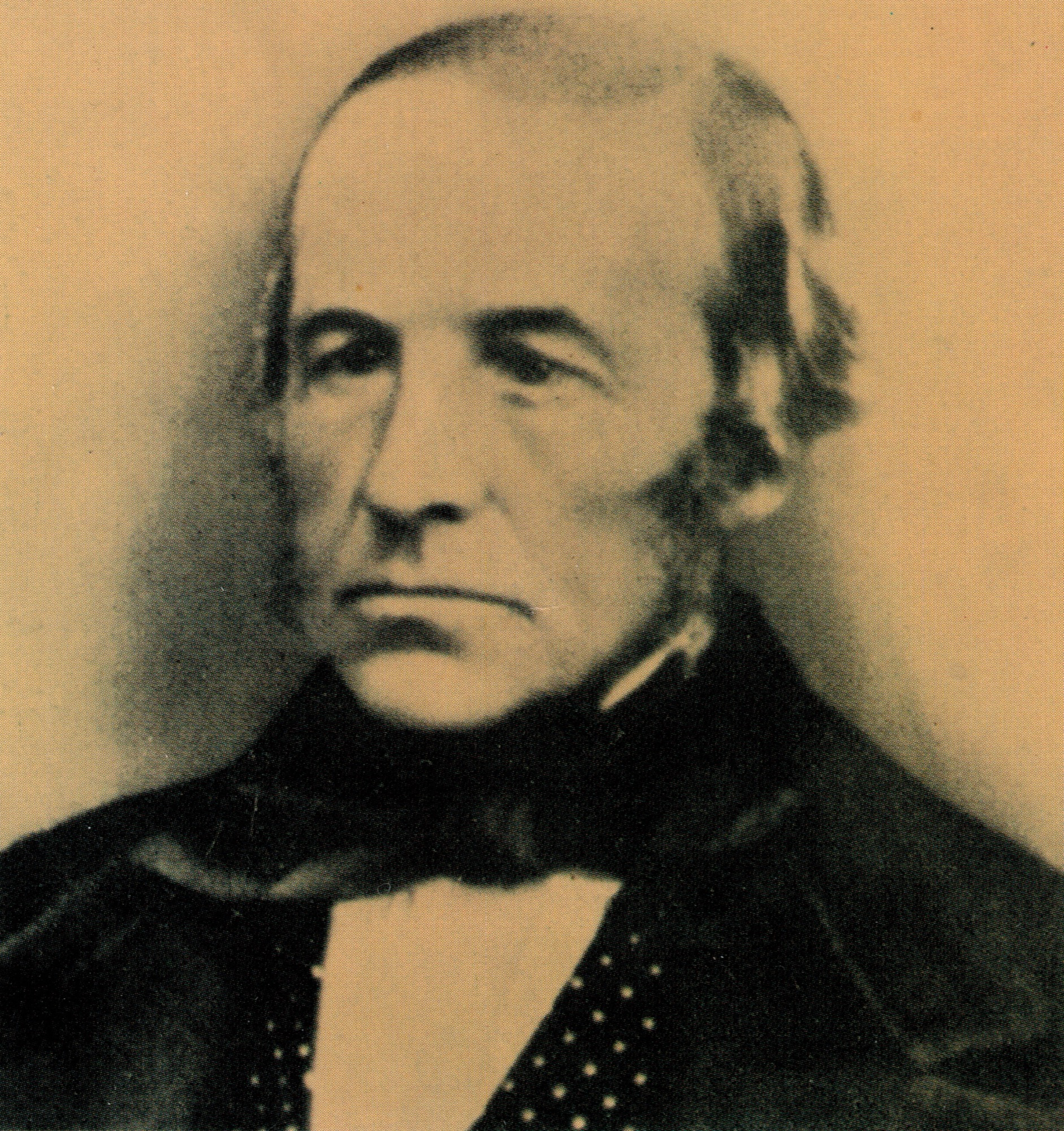
Gründer Johann Michael Engel, der „Schnellbleicher“ um 1860

1845 gründete Johann Michael Engel in Reutlingen die Firma Johann Michael Engel, Färberei, Bleicherei und Ausrüstung. Er begann mit der natürlichen Rasenbleiche und entwickelte die klassische Chlorbleiche als sogenannte Schnellbleiche. Die Herstellung des Chlors markierte den Beginn der chemischen Großindustrie.
Der Sohn des Gründers, August Friedrich Engel (1809–1886), erkannte frühzeitig die Zeichen der Industrialisierung und baute in Reutlingen für die Bleicherei ein großes Betriebsgebäude. Dieser Bleicherei gliederte er zuerst eine Färberei, dann eine Druckerei und Ausrüstung an, so dass eine umfassende „Textilveredelung“ entstand.

### Wachstum
Im Jahr 1961 gab es für den Betrieb in der Reutlinger Innenstadt keine Erweiterungsmöglichkeiten und so eröffnete Richard Engel, nunmehr in der 4. Generation, ein neues Werk im Gebiet Hammermatten in Bad Säckingen. Dadurch wuchs das Unternehmen schnell zur größten textilen Lohnveredelung in Deutschland.
1980 ersetzte er die umweltschädliche Chlorbleiche durch die wesentlich umweltfreundlichere Sauerstoffbleiche. Dafür baute er ein neues Werk im neuen Säckinger Industriegebiet „Trottäcker“. Durch den Einsatz neuer Technologien, Maschinen- und Verfahrenstechniken wurde der Energie- und Wasserverbrauch sowie der Abwasseranfall deutlich reduziert. Damit entstand eine hochmoderne Textilausrüstung, die damals zu den modernsten Textilveredelungen Europas gehörte. Das neue Werk wurde nach einer fünfjährigen Planungsphase und Bauzeit 1993 bezogen. Das Werk in den Hammermatten wurde aufgegeben und das Grundstück verkauft. Ende 1996 wurde auch das alte Werk in der Reutlinger Innenstadt geschlossen und nur noch in Bad Säckingen produziert.

### Niedergang
Trotz der vorbildlichen Werksausstattung blieb das Unternehmen vom Niedergang der deutschen Textilindustrie nicht verschont. Seit dem Jahr 1996 ging der Umsatz stetig zurück und das Unternehmen musste hohe Verluste hinnehmen. 1996 betrug der Umsatz 18,1 Mio. DM, der Verlust 2,5 Mio. DM. 1997 sank der Umsatz auf 15,4 Mio. DM, der Verlust betrug 2,4 Mio. DM. 1998 lag der Umsatz nur noch bei 13,5 Mio. DM, der Verlust bei 3,2 Mio. DM.
Trotz eines Teilverkaufs der Reutlinger Immobilie in diesem Jahr, der 3,7 Mio. DM erbrachte, konnte eine Insolvenz nicht abgewandt werden. Dazu kam, dass die Käuferin des alten Industrieanwesens „Hammermatten“ in Bad Säckingen wegen Bodenverunreinigungen Schadensersatzansprüche geltend machte. Das Landgericht Waldshut-Tiengen verurteilte Engel am 30. Dezember 1998 mit einem Teilurteil zur Zahlung von 332.000 DM. Engel rechnete mit weiteren Ansprüchen der Käuferin in Höhe von 1,2 Mio. DM. Diese Ansprüche verkraftete das Unternehmen nicht mehr.
Es gab noch einen Sanierungsversuch. Die Personalkosten sollten durch die Entlassung von Arbeitnehmern gesenkt werden. Hiergegen gab es einen großen Widerstand durch Gewerkschaft und Betriebsrat. Sie verhinderten mit hohen Abfindungen und Kündigungsschutzklagen einen raschen Personalabbau. Zum Jahresende 1998 beschäftigte das Unternehmen noch 130 Arbeitnehmer. Im Laufe des Jahres 1999 wurde der Personalstand auf 111 Arbeitsplätze zurückgeführt.

### Insolvenz
Im Oktober 1999 trat Zahlungsunfähigkeit ein. Am 4. Oktober 1999 beantragte der Geschäftsführer Hans-Michael Engel, nunmehr die fünfte Familiengeneration, beim Amtsgericht Waldshut-Tiengen die Eröffnung des gerichtlichen Insolvenzverfahrens. Der Stuttgarter Rechtsanwalt Volker Grub wurde zum Insolvenzverwalter bestellt.
Für die Insolvenz war nicht allein der Rückgang der Umsätze durch den Niedergang der deutschen Textilindustrie, sondern auch Preisdruck durch zusätzliche Konkurrenz verantwortlich. Durch die Kündigungsmaßnahmen kam es im Betrieb auch zu Qualitätsproblemen und zu mangelnder Pünktlichkeit bei der Belieferung der Kunden. Die Unzufriedenheit mit der Geschäftsführung und der Betriebsleitung zeigte sich auch in einem extrem hohen Krankenstand. So waren in der Abteilung Färberei Krankenstände bis zu 38 % zu verzeichnen.

### Betriebsfortführung
Angesichts der modernen Ausstattung des Betriebes, entschloss sich der Insolvenzverwalter, den Betrieb zunächst fortzuführen und zu versuchen, ihn zu veräußern. Zur Reduzierung von Kosten vereinbarte er am 25. November 1999 mit dem Betriebsrat ein Interessenausgleich und Sozialplan, mit dem 7 weitere Arbeitsplätze abgebaut wurden. Mit mehreren Wettbewerbern des Unternehmens führte der Insolvenzverwalter Übernahmeverhandlungen, die auch zum Ziel führten.
Am 1. Dezember 1999 wurde das Insolvenzverfahren eröffnet. Bereits am selben Tag schloss der Insolvenzverwalter einen Vertrag zur Übernahme des Betriebes im Wege eines Asset-Deals mit der J.M.E. Textildienste GmbH ab. J.M.E. war eine hundertprozentige Tochtergesellschaft der Kettelhack GmbH & Co. in Rheine, ein bedeutender Wettbewerber von Engel mit damals 300 Arbeitnehmern und einem Umsatz von 80 Mio. DM. Dieser erwarb das Betriebsanwesen Trottäcker 48 in Bad Säckingen, Teile des Maschinenparks, die Warenvorräte, Kundenstamm und alle noch bestehenden 89 Arbeitsverhältnisse. Kettelhack legte auch auf den Namen „Engel“ wert, weswegen noch unter Mitwirkung des Insolvenzverwalters der Name in J.M. Engel Textil Dienste GmbH geändert wurde. Die Übergabe erfolgte bereits zum 2. Dezember 1999.

### Veräußerung der Grundstücke in Reutlingen
Die gewerblichen Immobilien des ursprünglichen Werkes in Reutlingen, Lederstraße 132 und Albstraße 20, die zur Insolvenzmasse gehörten, konnten zu diesem Zeitpunkt noch nicht verwertet werden, da sich die Aufstellung eines Bebauungsplanes durch die Stadt Reutlingen verzögerte. Diese Grundstücke wurden deshalb erst 2006 verkauft.

### Unter Kettelhack
Die J.M. Engel Textildienste GmbH wurde bereits am 7. März 2000 umfirmiert in HKS Textil-Dienste GmbH, die Initialen standen jetzt für Heinrich Kettelhack Säckingen. Damit endete die Geschichte des Namens Engel in der Textilbranche. 2007 wurde das Unternehmen auf die Kettelhack GmbH verschmolzen.